# Hrazená Lhota
Hrazená Lhota je vesnice v okrese Benešov, součást města Vlašim. Nachází se cca 5 km na západ od Vlašimi. Je zde evidováno 31 adres.

## Historie
První písemná zmínka o vesnici pochází z roku 1419.

## Obecní správa
Základní sídelní jednotky:
- Hrazená Lhota
- U zastávky Domašín

## Galerie

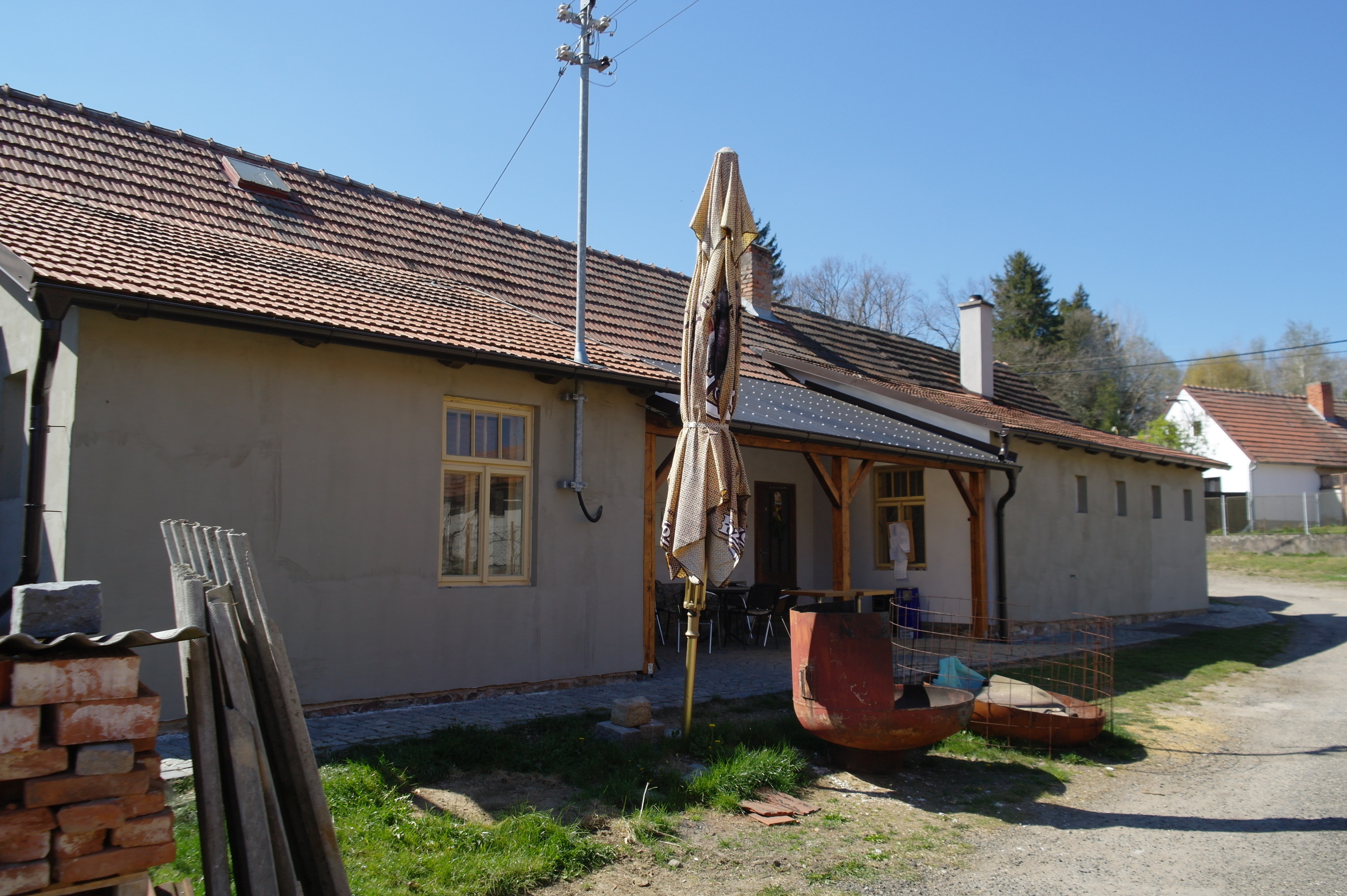
Posezení